# Kamouraska (película)
Kamouraska es una película de 1973 dirigida por Claude Jutra, basada en la novela de Anne Hébert, que también escribió el guion.

## Elenco
- Geneviève Bujold  como Élisabeth d'Aulnières.
- Richard Jordan  como Georges Nelson.
- Philippe Léotard como Antoine Tassy.
- Marcel Cuvelier como Jérôme Rolland.
- Huguette Oligny  como madre de Élisabeth.
- Camille Bernard como madre de Antoine.
- Janine Sutto  como Tante.
- Olivette Thibault  como Tante.
- Marie Fresnières  como Tante.
- Suzie Baillargeon como Aurélie.
- Colette Cortois  como Florida.
- Gigi Duckett  como Anne-Marie.
- Marcel Marineau como Greffier.
- Len Watt  como el gobernador.

## Producción y lanzamiento
Costó cerca de $1 millón, haciéndola la película más cara hasta la fecha. Fue un éxito modesto en Canadá y no fue un lanzamiento mayor en Francia y Estados Unidos.